# Mark McNally
Mark McNally, nascido a 20 de julho de 1989 em Fazakerley, é um ciclista britânico profissional.

## Palmarés
Ainda não tem conseguido nenhuma vitória como profissional